# سیاهرگ برجسته
سیاهرگ برجسته یا سیاهرگ بازیلیک (انگلیسی: Basilic vein) در سطح ساعد قرار دارد؛ از طرف زند زیرین شبکه سیاهرگی دست به سیاهرگ‌های بازوئی می‌پیوندد تا سیاهرگ زیربغلی تشکیل شود.

## نگارخانه

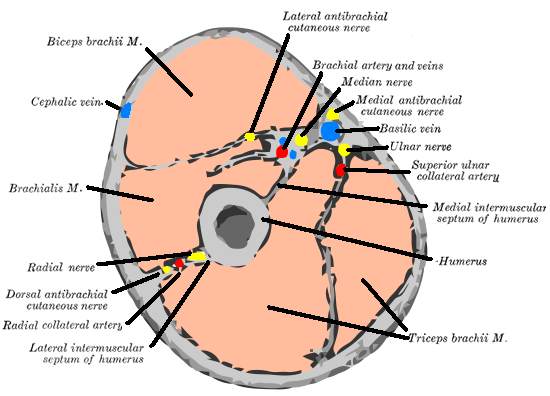
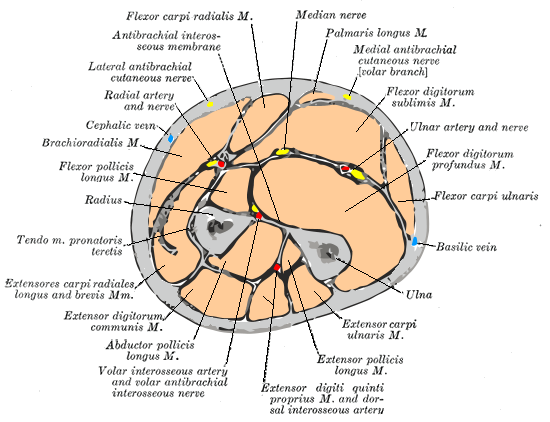